# Aliona Zavárzina
Aliona Ígorevna Zavárzina –en ruso, Алёна Игоревна Заварзина– (Novosibirsk, 27 de mayo de 1989) es una deportista rusa que compite en snowboard, especialista en las pruebas de eslalon paralelo. Está casada con el también snowboarder Vic Wild.
Participó en los Juegos Olímpicos de Sochi 2014, obteniendo una medalla de bronce en la prueba de eslalon gigante paralelo. Ha ganado tres medallas en el Campeonato Mundial de Snowboard entre los años 2011 y 2017.

## Medallero internacional
| Juegos Olímpicos   | Juegos Olímpicos       | Juegos Olímpicos  | Juegos Olímpicos         |
| Año                | Lugar                  | Medalla           | Competición              |
| ------------------ | ---------------------- | ----------------- | ------------------------ |
| 2014               | Sochi (Rusia)          | Medalla de bronce | Eslalon gigante paralelo |
| Campeonato Mundial |                        |                   |                          |
| Año                | Lugar                  | Medalla           | Competición              |
| 2011               | La Molina (España)     | Medalla de oro    | Eslalon gigante paralelo |
| 2015               | Kreischberg (Austria)  | Medalla de plata  | Eslalon gigante paralelo |
| 2017               | Sierra Nevada (España) | Medalla de bronce | Eslalon paralelo         |